# Le Bal des 41
Pour plus de détails, voir Fiche technique et Distribution.
Le Bal des 41 (El baile de los 41) est un film mexicain réalisé par David Pablos, sorti en 2020. Il s'inspire d'un événement de l'histoire de l'homosexualité au Mexique, le bal des quarante et un maricones.

## Synopsis
Ignacio de la Torre y Mier a tout pour réussir : il vient d'être nommé député et sa fiancée, Amada, est la fille du président du Mexique, Porfirio Díaz. Mais en réalité il cache son homosexualité. Après avoir épousé Amada, il tombe amoureux d'Evaristo Rivas, qu'il présente à sa confrérie homosexuelle qui organise des fêtes et des orgies.

## Fiche technique
Sauf indication contraire, les informations mentionnées dans cette section peuvent être confirmées par la base de données cinématographiques IMDb,  présente dans la section « Liens externes ».
- Titre original : El baile de los 41
- Titre français : Le Bal des 41
- Réalisation : David Pablos
- Scénario : Monika Revilla
- Musique : Carlo Ayhllón et Andrea Balency
- Direction artistique : Angela Leyton et Mary Ann Smith
- Décors : Daniela Schneider
- Photographie : Carolina Costa
- Son : Rita García- Salas[1]
- Montage : Soledad Salfate
- Production : Pablo Cruz, Marta Núñez Puerto et Arturo Sampson Alazraki[1]
- Sociétés de production : El Estudio, Canana Films y Bananeira Filmes
- Société de distribution :  Netflix
- Pays d'origine :  Mexique
- Langue originale : espagnol
- Format : couleur
- Genre : Historique, drame et romance
- Durée : 99 minutes
- Dates de sortie :
  - Mexique : 1er novembre 2020 (festival international du film de Morelia) ; 19 novembre 2020 (sortie nationale)
  - Monde : 12 mai 2021

## Distribution
- Alfonso Herrera (VF : Mike Fédée) : Ignacio de la Torre y Mier (es)
- Mabel Cadena (VF : Cécile d'Orlando) : Amada Díaz (es)
- Emiliano Zurita (VF : Gauthier Battoue) : Evaristo Rivas
- Fernando Becerril (VF : Michel Paulin) : Porfirio Díaz.
- Paulina Álvarez Muñoz : Luz Díaz
- Rodrigo Virago (VF : Julien Chatelet) : Félix Díaz
- Fernanda Echevarría (VF : Sara Chambin) : Carmen Romero Rubio (es)
- Sergio Solís : Rafael
- Álvaro Guerrero (VF : Bernard Allouf) : Felipe
- Roberto Duarte (VF : Michel Voletti) : Gabriel
- Abraham Juárez : Mesero
- Carolina Politi : Elena
- Romanni Villacaña Castañeda : Agustín
- Carlos Oropeza Tapia (VF : Vincent Bonnasseau) : Carlos
- Michelle Betancourt : Lorenza

 Source et légende : version française (VF) sur RS Doublage

## Production

### Tournage

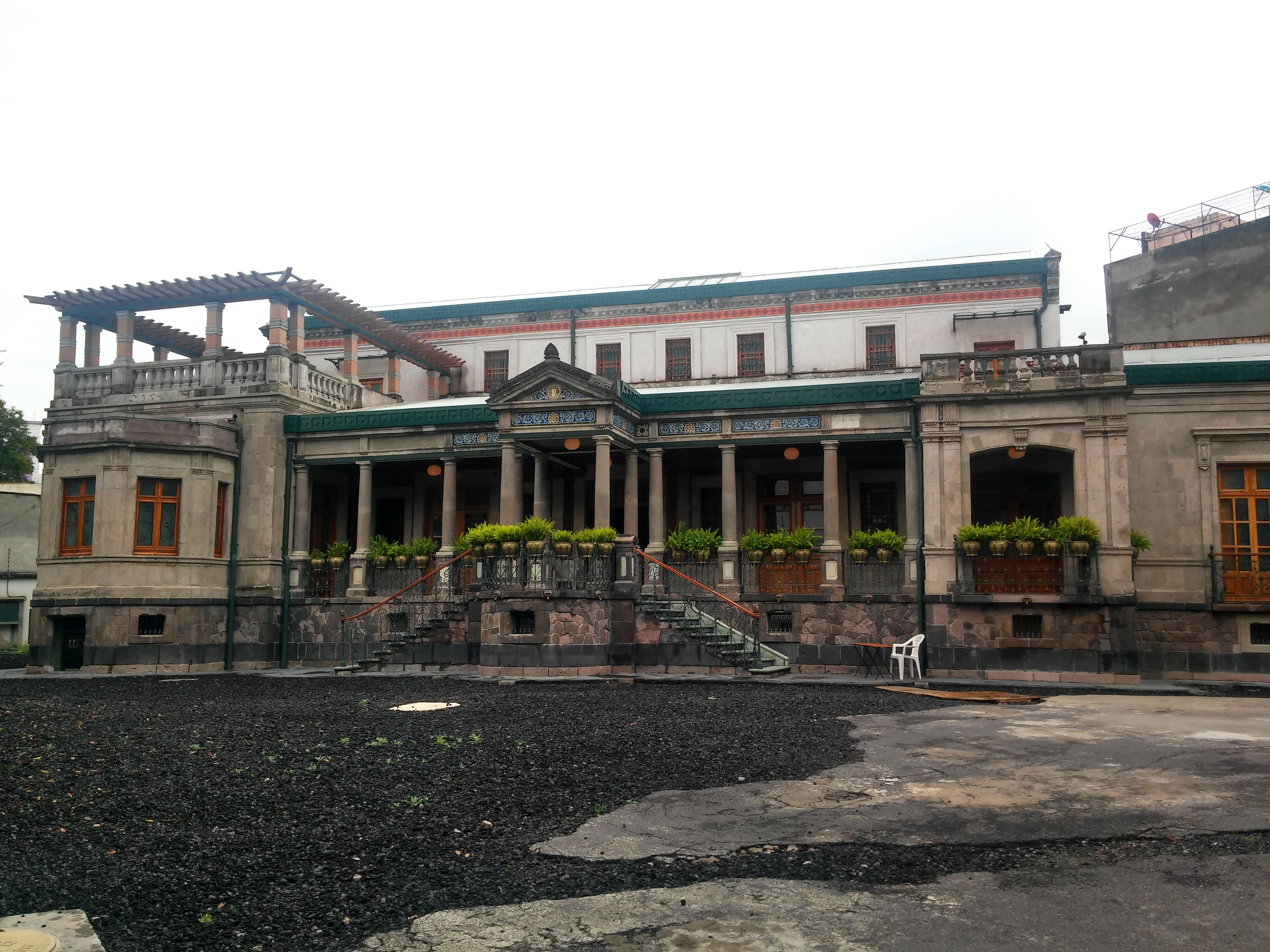
La maison de l'architecte Antonio Rivas Mercado dans le quartier de Guerrero, à Mexico.

Le tournage a lieu à Guadalajara et à Mexico, en novembre 2019. La maison d'Antonio Rivas Mercado, dans le quartier de Guerrero à Mexico, a servi de décors pour en faire un manoir d'Ignacio de la Torre, ainsi que d'autres endroits reconnus dans le film : le Museo Nacional de Arte et le bar La Ópera.

### Musique
La musique du film est composée par Carlo Ayhllón et Andrea Balency, dont la bande originale est publiée par El Estudio en 2020.
Liste de pistes
1. Atmósfera 1, Andrea Balency-Béarn (0:53)
2. Minueto Op. Póstumo, Carlo Ayhllón (4:06)
3. Ave María, Carla Mariana Fernández de la Cruz (2:05)
4. Obertura, Andrea Balency-Béarn (2:10)
5. Primera Cita, Andrea Balency-Béarn (1:54)
6. Iniciación, Andrea Balency-Béarn (2:28)
7. Carmen "Habanera" (A cappella), Carla Mariana Fernández de la Cruz (1:32)
8. Vals "Bluette", Fernando Ayhllón (2:26)
9. Leitmotiv "El Baile de los 41", Andrea Balency-Béarn (1:32)
10. Carmen "Habanera", Carlo Ayhllón & Morgana Love (2:56)
11. The Arrival Of The Queen Of Sheba, Jesús López Moreno (0:46)
12. Amor "Cuarto Verde", Andrea Balency-Béarn (3:18)
13. Feminidad, Carlo Ayhllón & Andrea Balency-Béarn (2:50)
14. Vals "Sobre las Olas", Carlo Ayhllón (1:20)
15. Vals "El Baile de los 41", Carlo Ayhllón (4:15)
16. Variación Leitmotiv, Andrea Balency-Béarn (1:38)

## Accueil

### Festival et sorties
Le film est sélectionné et présenté le 1er novembre 2020 au festival international du film de Morelia,. Il sort le 19 novembre 2020 au Mexique.
Le 12 mai 2021, il est distribué par la plateforme Netflix à travers le monde.

### Critiques
Thomas Desroches, sur Allociné, déclare que le film « reconstitue un événement passionnant et encore méconnu ». « Avec ses costumes grandioses et sa photographie soignée, Le Bal des 41 s'inscrit dans la grande tradition des œuvres historiques, mais c'est son histoire qui retient l'attention. Elle est peut-être même plus forte que le film lui-même ».
Joseph Boinay de Télérama souligne que « David Pablos dépeint avec élégance, et sans pathos, une société qui tente d'échapper à la dictature », et parvient à s'éloigner du cinéma illustratif pour se rapprocher du cinéma d'auteurs comme Stanley Kubrick ou Sofia Coppola.